# Klubowe Mistrzostwa Świata w piłce siatkowej kobiet 2014
8. edycja Klubowych mistrzostw świata w piłce siatkowej kobiet rozpoczęła się 7 maja 2014 w Zurychu (Szwajcaria). W rozgrywkach brało udział 6 drużyn. Tytuł Klubowego Mistrza Świata zdobyło po raz pierwszy Dinamo Kazań. MVP została Rosjanka Jekatierina Gamowa.

## Uczestnicy
| Drużyna           | Sposób awansu                      |
| ----------------- | ---------------------------------- |
| Voléro Zurych     | Gospodarz                          |
| Dinamo Kazań      | Klubowy mistrz Europy              |
| Hisamitsu Springs | Klubowy mistrz Azji                |
| GS Pétroliers     | Mistrz Afryki (dzika karta)        |
| SESI/SP           | Klubowy mistrz Ameryki Południowej |
| Sollys/Osasco     | Dzika karta                        |

## Podział na grupy
| Grupa A                             | Grupa B                                      |
| ----------------------------------- | -------------------------------------------- |
| Voléro Zurych SESI/SP GS Pétroliers | Dinamo Kazań Hisamitsu Springs Sollys/Osasco |

## Faza grupowa

### Grupa A
Tabela
| Lp. | Drużyna       | Pkt | Mecze | Mecze | Mecze | Sety | Sety | Sety  | Małe punkty | Małe punkty | Małe punkty |
| Lp. | Drużyna       | Pkt | M     | W     | P     | wyg. | prz. | ratio | zdob.       | str.        | ratio       |
| --- | ------------- | --- | ----- | ----- | ----- | ---- | ---- | ----- | ----------- | ----------- | ----------- |
| 1   | Voléro Zurych | 4   | 2     | 2     | 0     | 6    | 2    | 3.000 | 172         | 142         | 1.211       |
| 2   | SESI/SP       | 3   | 2     | 1     | 1     | 5    | 3    | 1.667 | 165         | 142         | 1.162       |
| 3   | GS Pétroliers | 2   | 2     | 0     | 2     | 0    | 6    | 0.000 | 98          | 151         | 0.649       |

Źródło: FIVB
Zasady ustalania kolejności: 1. liczba zdobytych punktów; 2. wyższy stosunek małych punktów; 3. wyższy stosunek setów.
Punktacja: zwycięstwo – 2 pkt; porażka – 1 pkt
     awans do półfinału
Wyniki
| 7.05.2014 | Voléro Zurych | 3:2 (25:12, 25:18, 16:25, 15:25, 15:10) | SESI/SP |

| 8.05.2014 | Voléro Zurych | 3:0 (25:15, 26:24, 25:13) | GS Pétroliers |

| 9.05.2014 | SESI/SP | 3:0 (25:18, 25:12, 25:16) | GS Pétroliers |

### Grupa B
| Lp. | Drużyna           | Pkt | Mecze | Mecze | Mecze | Sety | Sety | Sety  | Małe punkty | Małe punkty | Małe punkty |
| Lp. | Drużyna           | Pkt | M     | W     | P     | wyg. | prz. | ratio | zdob.       | str.        | ratio       |
| --- | ----------------- | --- | ----- | ----- | ----- | ---- | ---- | ----- | ----------- | ----------- | ----------- |
| 1   | Dinamo Kazań      | 4   | 2     | 2     | 0     | 6    | 3    | 2.000 | 206         | 181         | 1.138       |
| 2   | Sollys/Osasco     | 3   | 2     | 1     | 1     | 5    | 4    | 1.250 | 189         | 186         | 1.016       |
| 3   | Hisamitsu Springs | 2   | 2     | 0     | 2     | 2    | 6    | 0.333 | 164         | 192         | 0.854       |

Źródło: FIVB
Zasady ustalania kolejności: 1. liczba zdobytych punktów; 2. wyższy stosunek małych punktów; 3. wyższy stosunek setów.
Punktacja: zwycięstwo – 2 pkt; porażka – 1 pkt
     awans do półfinału
Wyniki
| 7.05.2014 | Sollys/Osasco | 3:1 (25:12, 20:25, 25:18, 25:22) | Hisamitsu Springs |

| 8.05.2014 | Dinamo Kazań | 3:1 (22:25, 25:22, 25:22, 25:18) | Hisamitsu Springs |

| 9.05.2014 | Sollys/Osasco | 2:3 (11:25, 19:25, 25:20, 25:23, 14:16) | Dinamo Kazań |

## Faza finałowa

### Drabinka
|  |                  |               |              |                   |   |               |               |       |
|  | Półfinały        | Półfinały     | Półfinały    |                   |   | Finał         | Finał         | Finał |
|  | Półfinały        | Półfinały     | Półfinały    |                   |   | Finał         | Finał         | Finał |
|  | 10 maja – Zurych |               |              |                   |   |               |               |       |
|  |                  |               |              |                   |   |               |               |       |
|  | Voléro Zurych    | Voléro Zurych | 1            |                   |   |               |               |       |
|  | Voléro Zurych    | Voléro Zurych | 1            | 11 maja – Zurych  |   |               |               |       |
|  | Sollys/Osasco    | Sollys/Osasco | 3            |                   |   |               |               |       |
|  | Sollys/Osasco    | Sollys/Osasco | 3            |                   |   | Sollys/Osasco | Sollys/Osasco | 0     |
|  | 10 maja – Zurych |               |              |                   |   | Sollys/Osasco | Sollys/Osasco | 0     |
|  |                  |               | Dinamo Kazań | Dinamo Kazań      | 3 |               |               |       |
|  | Dinamo Kazań     | Dinamo Kazań  | Dinamo Kazań | Dinamo Kazań      | 3 | 3             |               |       |
|  | Dinamo Kazań     | Dinamo Kazań  |              |                   |   |               |               |       |
|  | SESI/SP          | SESI/SP       | 1            |                   |   |               |               |       |
|  | SESI/SP          | SESI/SP       | 1            | Mecz o 3. miejsce |   |               |               |       |
|  |                  |               |              |                   |   |               |               |       |
|  | 11 maja – Zurych |               |              |                   |   |               |               |       |
|  |                  |               |              |                   |   |               |               |       |
|  | Voléro Zurych    | Voléro Zurych | 2            |                   |   |               |               |       |
|  | Voléro Zurych    | Voléro Zurych | 2            |                   |   |               |               |       |
|  | SESI/SP          | SESI/SP       | 3            |                   |   |               |               |       |
|  | SESI/SP          | SESI/SP       | 3            |                   |   |               |               |       |

|  |  | Półfinały |  |
|  |  | --------- |  |

| 10.05.2014 | Voléro Zurych | 1:3 (21:25, 25:18, 16:25, 20:25) | Sollys/Osasco |

| 10.05.2014 | Dinamo Kazań | 3:1 (25:23, 27:29, 25:21, 25:14) | SESI/SP |

|  |  | Mecz o trzecie miejsce |  |
|  |  | ---------------------- |  |

| 10.05.2014 | Voléro Zurych | 2:3 (18:25, 25:20, 21:25, 25:23, 13:15) | SESI/SP |

|  |  | Finał |  |
|  |  | ----- |  |

| 10.05.2014 | Sollys/Osasco | 0:3 (11:25, 16:25, 25:27) | Dinamo Kazań |

| KLUBOWY MISTRZ ŚWIATA |
| --------------------- |
| Dinamo Kazań 1. TYTUŁ |

## Klasyfikacja końcowa
| Miejsce | Drużyna           |
| ------- | ----------------- |
| 1       | Dinamo Kazań      |
| 2       | Sollys/Osasco     |
| 3       | SESI/SP           |
| 4       | Voléro Zurych     |
| 5       | GS Pétroliers     |
| 5       | Hisamitsu Springs |

## Nagrody indywidualne
| Najlepsza zawodniczka (MVP)       | Najlepsze przyjmujące                                         | Najlepsza atakująca               | Najlepsze środkowe                                 | Najlepsza libero                   | Najlepsza rozgrywająca                          |
| --------------------------------- | ------------------------------------------------------------- | --------------------------------- | -------------------------------------------------- | ---------------------------------- | ----------------------------------------------- |
| Jekatierina Gamowa (Dinamo Kazań) | Kenia Carcasés Opón (Voléro Zurych) Suelle Oliveira (SESI/SP) | Jekatierina Gamowa (Dinamo Kazań) | Thaísa (Sollys/Osasco) Regina Moroz (Dinamo Kazań) | Jekatierina Ułanowa (Dinamo Kazań) | Josefa Fabíola Almeida de Souza (Sollys/Osasco) |